# 十二烷基磺酸鈉
十二烷基磺酸钠（Sodium dodecyl sulfonate，SDS'）或月桂基磺酸钠（Sodium lauryl sulfonate，SLS），NaC12H25SO3，常用作人工合成洗涤剂的主要成分。常与十二烷基硫酸钠（SDS）（NaC12H25SO4）混淆。相比较来说，十二烷基磺酸钠缺少一个氧原子，性状上不具有任何气味，熔点也略高。

## 制备
将正十二醇与三氧化硫磺化反应后再转成钠盐。

## 用途
可用于提取DNA。